# Centaurea psilacantha
Centaurea psilacantha — вид квіткових рослин родини айстрових (Asteraceae). Ендемік Греції.
Населяє вапнякові породи, кам'янисті ґрунти, безплідні поля та межі оброблених полів.